# آشور نيراري الأول
آشور نيراري الأول معنى إسمه آشور مساعدي هو ملك آشور من القرن 17 ق م، حسب قائمة ملوك آشور ذكرت أنه حكم لمدة 25 سنوات، من سنة 1534 إلى سنة 1509، ذكر أنه كان يتمتع بعلاقات طيبة مع ملك بابل بوزور سوين وتحالف مع البابليين والأموريين في سبيل محاربة الميتانيين، خلفه في الحكم بوزور آشور الثالث.